# Daniel Novikov
Daniel Novikov (nascido em 6 de junho de 1989) é um ciclista estoniano, especializado em provas de velocidade individual do ciclismo de pista.
Natural de Tallinn, com apenas 19 anos, Novikov representou o seu país nos Jogos Olímpicos de 2008, realizados em Pequim, na República Popular da China. Ele competiu na prova de velocidade. Novikov, no entanto, não conseguiu se classificar para as últimas rodadas da competição, quando terminou em vigésimo primeiro na classificação geral, com um tempo de 11.817 segundos e uma velocidade de 64,360 km/h.